# Bitty McLean

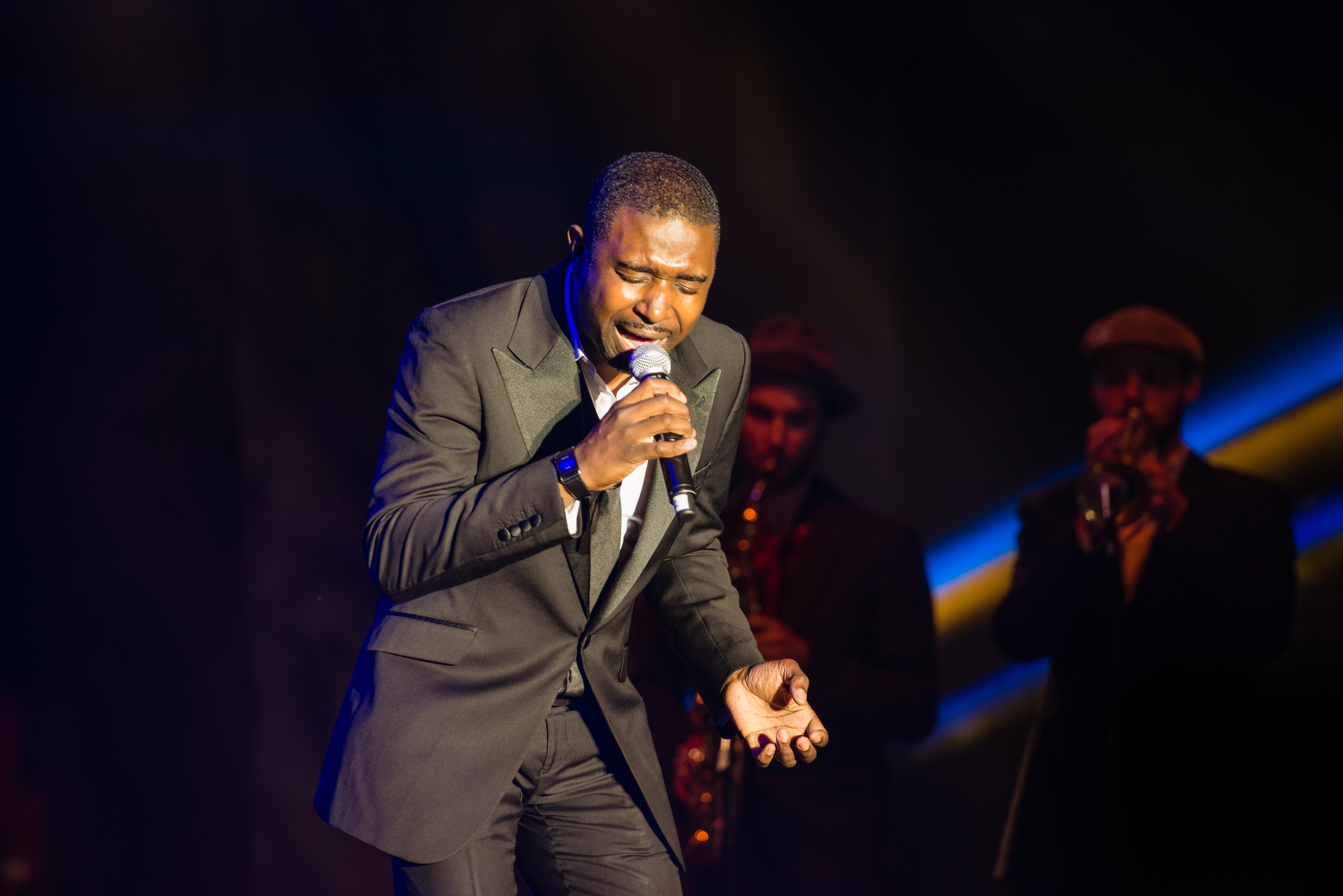
Bitty MacLean, Ruhr Reggae Summer 2014

Delroy Easton Bitty McLean (Birmingham, 8 augustus 1972) is een Brits-Jamaicaans muziekproducent en zanger. Hij produceerde voor onder meer UB40 en scoorde zelf in 1993 een hit met het nummer It Keeps Rainin' (Tears From My Eyes), een cover van Fats Domino. Met een nummer 1-positie was dit in Nederland zijn enige hit. In het buitenland scoorde McLean tot 1996 nog enkele top 20-hits en bleef hij zeer actief. 
In 2006 bracht hij het rocksteady-album On Bond Street uit. Op dit album keert hij terug naar zijn roots, het label Treasure Isle waar hijzelf en zijn vader als muzikant en vocalist van de groep The Three Tops enkele rocksteady-klassiekers uit de late jaren 60 en vroege jaren 70 opnam.
In 2007 zong hij met toenmalig UB 40-frontman Ali Campbell een cover van Charles & Eddie's Would I Lie To You ?. Het was afkomstig van op Campbells duettenalbum Running Free.
In 2013 verscheen het album The Taxi Sessions waarop hij werd bijgestaan door Sly & Robbie. Datzelfde jaar werd McLean door de Lee Thompson Ska Orchestra (opgericht door de saxofonist van Madness) gevraagd als gastzanger op hun debuutsingle Fu Man Chu, een cover van Desmond Dekker. Hij deed mee bij enkele optredens en gaf op 25 juli 2013 een soloconcert in de Melkweg. 
In november 2016 speelde McLean tijdens de jaarlijkse House of Fun Weekender van Madness en was hij weer te gast bij de Ska Orchestra. 
In augustus 2018 verscheen Love Restart; dit album, bestaande uit zes mixen van niet eerder uitgegeven nummers, is gecoproduceerd door Sly & Robbie, met wie McLean diezelfde maand op tournee ging.  

## Privé
Zijn neefjes Aaron en Anthony zijn ook succesvol bezig als, respectievelijk, profvoetballer en zanger.